# Cristina Hoyos
Cristina Hoyos Panadero (Siviglia, 13 giugno 1946) è una ballerina, coreografa e attrice spagnola.
Ballerina di flamenco, debutta nel 1964 al teatro del padiglione spagnolo in occasione della Fiera Mondiale di New York.
Nel 1988 fonda una sua compagnia di ballo con la quale debutta presso il teatro Rex di Parigi nel 1989.
Partecipa assieme ad Antonio Gades alla trilogia cinematografica che il regista Carlos Saura dedica al flamenco.
Riceve numerosi premi tra i quali, nel 1993, la Medalla de oro de las Bellas Artes, assegnata dal governo spagnolo, e il Premio Nacional de Danza nel 1991. Recentemente ha sconfitto un tumore al seno che le era stato diagnosticato mesi fa.

## Filmografia parziale
- Bodas de sangre - Nozze di sangue (Bodas de sangre) (1981) di Carlos Saura
- Carmen Story (Carmen) (1983) di Carlos Saura
- L'amore stregone (El amor brujo) (1986) di Carlos Saura